# Unita Blackwell
Unita Zelma Blackwell, née le 18 mars 1933 à Lula et morte le 13 mai 2019  à Biloxi, est une militante américaine des droits civiques et personnalité politique, maire de Mayersville de 1976 à 2001 et conseillère politique.
Blackwell est directrice de projet pour le Student Nonviolent Coordinating Committee (SNCC) et aide à organiser des campagnes électorales pour les Afro-Américains dans tout le Mississippi. Elle est également l'une des dirigeantes de l'US–China Peoples Friendship Association (en), un groupe chargé de promouvoir les échanges culturels entre les États-Unis et la Chine.
Elle est la première femme afro-américaine élue maire dans l'État américain du Mississippi.
Elle est conseillère de six présidents américains : Lyndon B. Johnson, Richard Nixon, Gerald Ford, Jimmy Carter, Ronald Reagan et Bill Clinton.
Barefootin', l'autobiographie de Blackwell, publiée en 2006, décrit son activisme.

## Biographie

### Jeunesse et formation
Unita Zelma Brown née le 18 mars 1933 à Lula, dans le Mississippi aux États-Unis. Ces parents Virda Mae et Willie Brown sont métayers,,. Son oncle lui donne le nom « U. Z. » qu'elle garde jusqu'à ce qu'elle soit en sixième année, lorsque son professeur lui dit qu'elle a besoin « d'un vrai nom, pas seulement d'initiales ». Blackwell et son professeur optent pour Unita Zelma.
Blackwell et ses parents vivent à Lula, où son grand-père est assassiné par un chef de plantation blanc. En 1936, alors qu'elle a trois ans, le père de Blackwell quitte la plantation où il travaille et s'enfuit à Memphis, dans le Tennessee, craignant pour sa vie après avoir reproché à son patron de parler à sa femme. Blackwell et sa mère quittent la plantation pour vivre avec lui peu après. La famille Blackwell voyage fréquemment à la recherche de travail. Le 20 juin 1938, les parents de Blackwell se séparent en raison de divergences religieuses. Blackwell et sa mère se rendent à Helena-West Helena, en Arkansas, pour vivre avec la grand-tante de Blackwell afin qu'elle puisse avoir accès à une meilleure éducation. Une éducation de qualité dans le Mississippi n'était pas envisageable pour Blackwell car les écoles sont axées sur la culture des récoltes et le système des plantations. Les enfants noirs ne sont autorisés à aller à l'école que deux mois d'affilée, avant de retourner dans les champs de coton,. Pendant qu'elle vit à West Helena, Blackwell rend souvent visite à son père à Memphis. Pendant les mois d'été, elle quitte West Helena et va vivre avec son grand-père et sa grand-mère à Lula, où elle aide à planter et à récolter le coton. Blackwell passe la majeure partie de ses premières années à couper du coton pour 3 dollars par jour, dans le Mississippi, l'Arkansas et le Tennessee, ainsi qu'à éplucher des tomates en Floride. Elle a 14 ans lorsqu'elle termine la huitième année, la dernière année d'école à Westside, une école de West Helena pour les enfants noirs. Blackwell doit quitter l'école pour gagner de l'argent pour sa famille.

### Vie de famille
À l'âge de 25 ans elle rencontre pour la première fois Jeremiah Blackwell, cuisinier dans le Corps du génie de l'armée des États-Unis. Quelques années plus tard, ils se rendent à Clarksdale, dans le Mississippi, et se marient devant un juge de paix.
En janvier 1957, Blackwell tombe gravement malade et est transportée à l'hôpital de West Helena, où elle est déclarée morte. Cependant, elle est retrouvée vivante dans sa chambre d'hôpital et affirme avoir connu une expérience de mort imminente.
Le 2 juillet 1957 naît le fils unique du couple, Jeremiah Blackwell Jr (Jerry),.
En 1960, la grand-mère de son mari Jeremiah, « Miss Vashti », décède. Quelques mois plus tard, les Blackwell emménagent dans une shotgun house que sa grand-mère lui a lègue, à Mayersville, dans le Mississippi, une ville de près de cinq cents habitants,. La famille Blackwell peut finalement construire une plus grande maison en briques, mais elle souhaite conserver la petite maison héritée de la grand-mère de Jeremiah et déclare plus tard :

« Je suis reconnaissante pour cette maison [...]. Je l'ai gardée parce qu'elle me rappelle d'où je viens. »

— Unita Blackwell
Après s'être installé à Mayersville, Blackwell commence à s'impliquer dans le mouvement des droits civiques.
Blackwell se marie deux fois, d'abord avec Jeremiah Blackwell, dont elle divorce puis avec Willie Wright, dont elle divorce également.

### Activisme en faveur des droits civiques

#### Discrimination en matière de vote
Blackwell s'engage pour la première fois dans le mouvement des droits civiques en juin 1964, lorsque deux militants du Student Nonviolent Coordinating Committee (SNCC) viennent à Mayersville et, dans l'église où elle enseigne à l’École du dimanche, organisent des réunions sur le droit de vote des Afro-Américains,,,. La semaine suivante, elle se rend avec sept autres personnes au palais de justice pour passer un test d'inscription sur les listes électorales afin de pouvoir voter. Alors qu'ils attendent devant le palais de justice, un groupe de fermiers blancs de la région entendent ce qui se passe et tentent de les faire fuir. Son groupe reste sur place toute la journée, mais seuls deux d'entre eux peuvent passer le test. Le racisme dont ils sont victimes a fait de ce jour « le tournant » de sa vie. Jeremiah et Unita perdent leur emploi le lendemain après que leur employeur découvre qu'ils font partie du groupe qui cherchait à s'inscrire sur les listes électorales. Après avoir perdu son emploi, Blackwell raconte les moyens de survie de sa famille :

« Nous avions un jardin ; les gens nous donnaient un pot de haricots... Le SNCC était censé nous envoyer onze dollars toutes les deux semaines. Mon mari travaillait trois mois par an pour le Corps des ingénieurs de l'armée, et nous achetions alors beaucoup de conserves. »

— Unita Blackwell
Au cours des mois suivants, Blackwell tente à trois reprises de passer le test d'inscription sur les listes électorales. Au début de l'automne, elle réussit le test et s'inscrit sur les listes électorales.
La même année 1964, Blackwell participe activement au Freedom Summer,.
Lorsque la Commission des droits civiques des États-Unis se rend dans le Mississippi en janvier 1965, Blackwell y témoigne de son expérience de la discrimination électorale,dans le rapport Voting in Mississippi de 1965:

« Je l'ai rempli et j'avais la section 97, je l'ai écrite et je l'ai regardée et j'ai choisi certains mots de ce que j'avais écrit ; je l'ai mise là et je l'ai retournée. J'ai mal orthographié "longueur" et j'ai dit "Oh, mon Dieu". J'ai donc rempli le reste du formulaire et lorsque j'ai eu terminé, je lui ai tendu le formulaire et j'ai dit : " J'ai fait une faute d'orthographe et je n'ai pas daté le haut du formulaire " et elle a dit : " Oh, c'est bon, c'est bon, c'est bon ". Elle a couru chercher le livre et m'a inscrite. »

— Unita Blackwell
En raison de son implication dans les campagnes d'inscription sur les listes électorales, Blackwell et d'autres militants font l'objet d'un harcèlement constant.

#### SNCC et autres mouvements

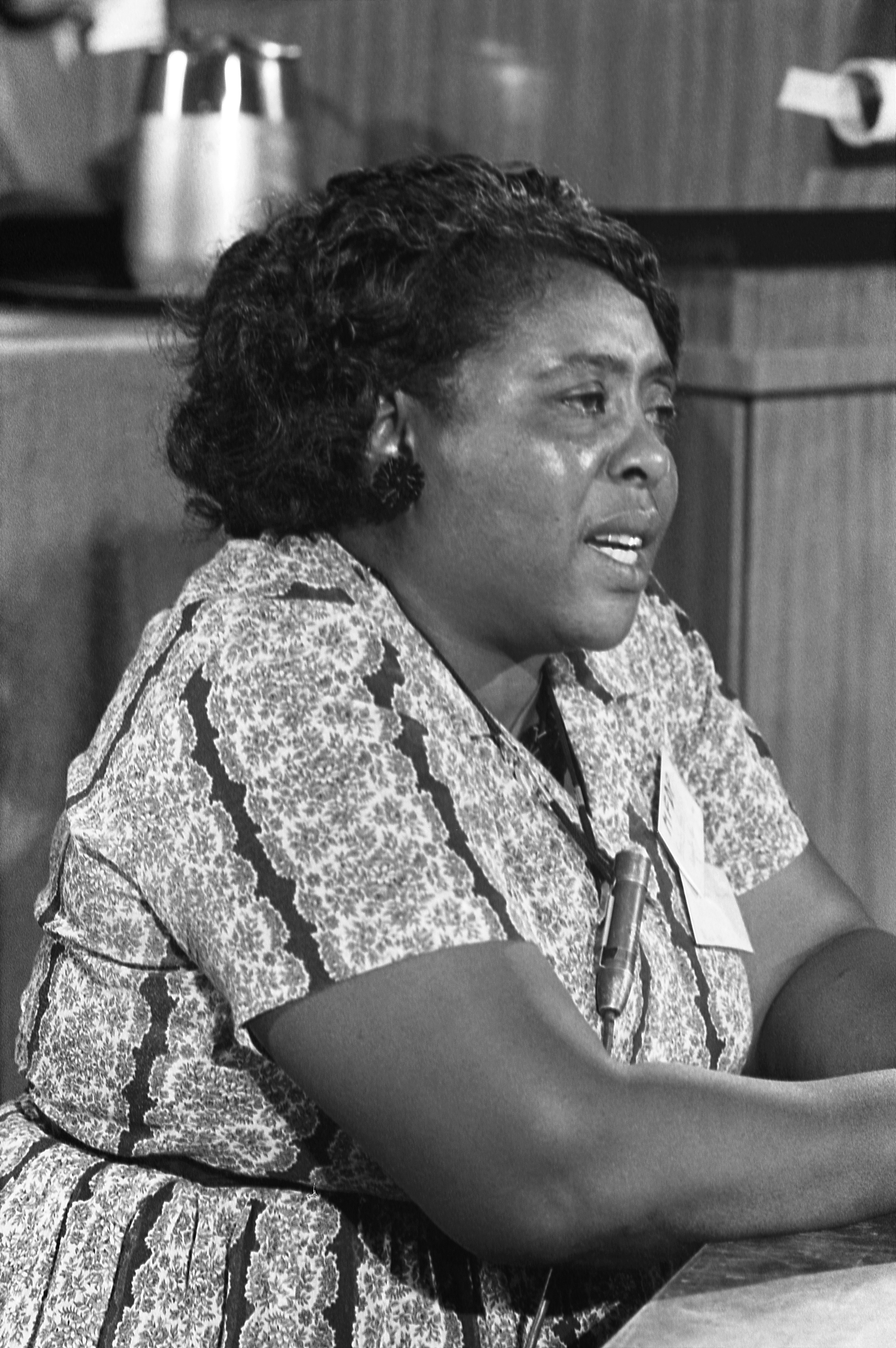
Fannie Lou Hamer, leader des droits civiques, à la convention nationale du parti démocrate, Atlantic City, New Jersey, août 1964.

Après avoir rencontré Fannie Lou Hamer au cours de l'été 1964 et pris connaissance de son expérience du mouvement des droits civiques, Blackwell décide de rejoindre le Student Nonviolent Coordinating Committee (SNCC). En tant que directrice de projet pour le SNCC, elle organise des campagnes d'inscription sur les listes électorales dans tout le Mississippi,,. Plus tard dans l'année, elle devient membre du comité exécutif du Mississippi Freedom Democratic Party (MFDP), qui propose un parti politique aux électeurs que le SNCC inscrit sur les listes électorales,,,.

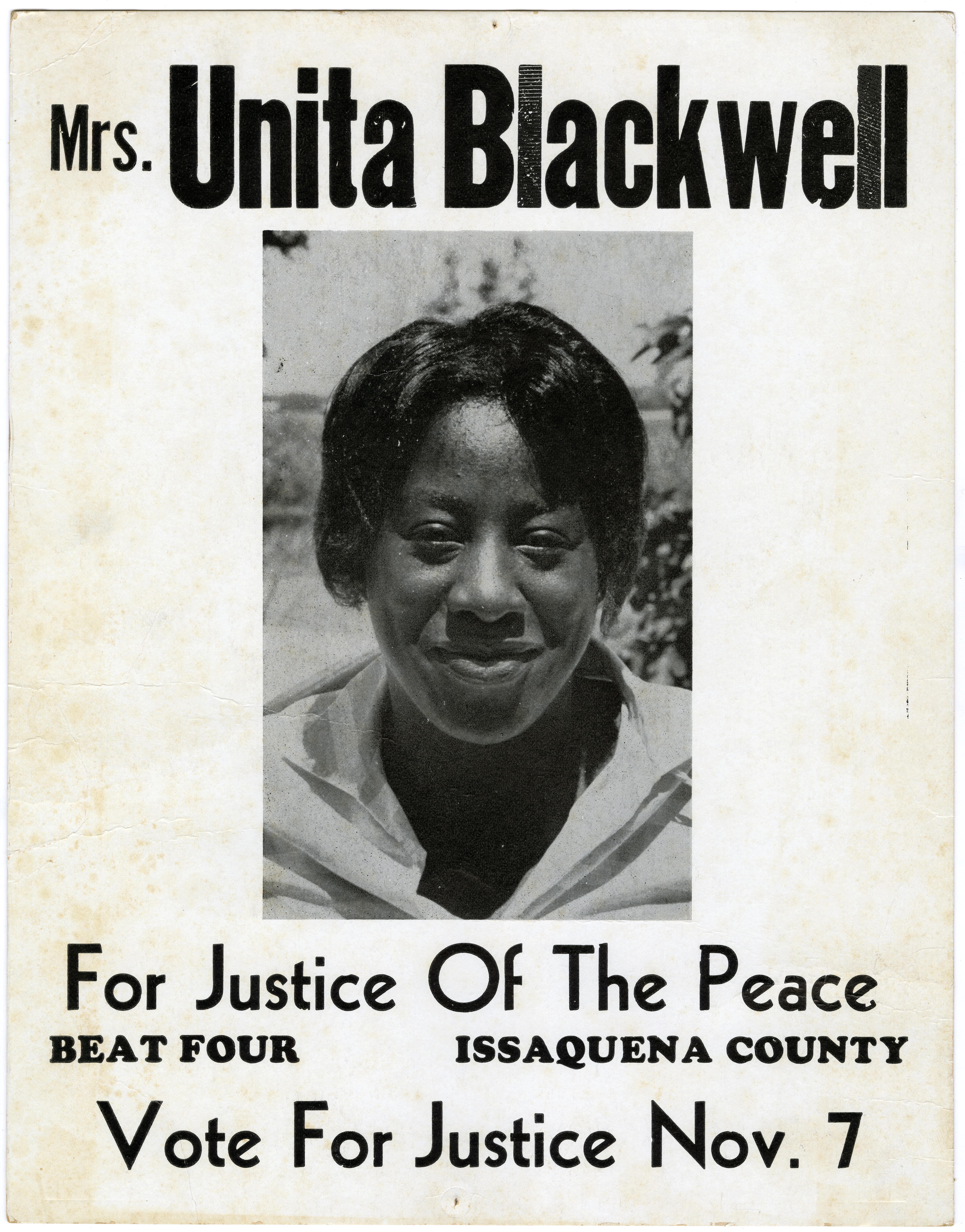
Mrs. Unita Blackwell For Justice of the Peace.

Fin août, elle et soixante-sept autres délégués élus du MFDP se rendent à la Convention nationale démocrate de 1964 (en) à Atlantic City, dans le New Jersey, avec l'intention de faire siéger le MFDP en tant que « seule délégation démocratiquement constituée du Mississippi »,. On leur propose finalement deux sièges extraordinaires, mais ils refusent ce compromis ; l'événement, en particulier le témoignage télévisé de Fannie Lou Hamer devant la commission d'accréditation, fait connaître le parti et le mouvement des droits civiques du Mississippi au grand public,.

Blackwell participe à l'introduction du programme Head Start pour les enfants noirs en 1965 dans le delta du Mississippi, un projet mené par le Child Development Group of Mississippi,.
À la fin des années 1960, Blackwell travaille comme spécialiste du développement communautaire pour le National Council of Negro Women (en). Dans les années 1970, par l'intermédiaire du National Council of Negro Women, elle travaille sur un programme de développement de logements pour les personnes à faible revenu et encourage les gens à travers le pays « à construire leurs propres maisons ». 
Pendant sa participation au mouvement des droits civiques, elle est emprisonnée plus de soixante-dix fois en raison de son rôle dans les manifestations pour les droits civiques et d'autres actes de lutte contre l'oppression.

#### Blackwell contre Conseil d'éducation du comté d'Issaquena

Réplique d'un pin's réalisé par le SNCC pour le mouvement des droits civiques.

Les Blackwell intentet un procès, Blackwell v. Issaquena County Board of Education, contre le Conseil de l'éducation du Comté d'Issaquena le 1er avril 1965, après que le Conseil ait suspendu plus de 300 enfants noirs - dont Jerry, le fils des Blackwell - pour avoir porté des pin's représentant une main noire et une main blanche jointes avec le mot SNCC en dessous. Le procès porte sur plusieurs questions, notamment l'utilisation par les élèves des « pin's de la liberté », et demande que le district scolaire du comté d'Issaquena retire la ségrégation raciale de ses écoles conformément à l'arrêt de la Cour suprême dans l'affaire Brown v. Board of Education.
Le fils de Blackwell et une cinquantaine d'autres enfants boycotte l'école parce qu'elle refuse que les enfants portent les pin's de la liberté du SNCC, ce qui amène Blackwell et d'autres militants de la communauté à décider qu'il est vital d'éduquer ces enfants. Elle participe à l'ouverture des Freedom Schools dans le comté d'Issaquena pour résoudre le problème. Ces écoles deviennent populaires et continuent à dispenser des cours chaque été jusqu'en 1970, date à laquelle les écoles locales mettent fin à la ségrégation.
La United States District Court for the Southern District of Mississippi décide que les élèves perturbent les cours en utilisant les pin's de la liberté, mais ordonne que le district scolaire retire la ségrégation de ses écoles pour se conformer à la loi fédérale, avant l'automne 1965. L'affaire est portée devant la Cour d'appel des États-Unis de la cinquième circonscription en juillet 1966, où la décision précédente du tribunal de district est confirmée. Étant donné que l'affaire aboutit à un plan de déségrégation, Blackwell la considère comme « l'une des toutes premières affaires de déségrégation dans le Mississippi ».

### Carrière politique

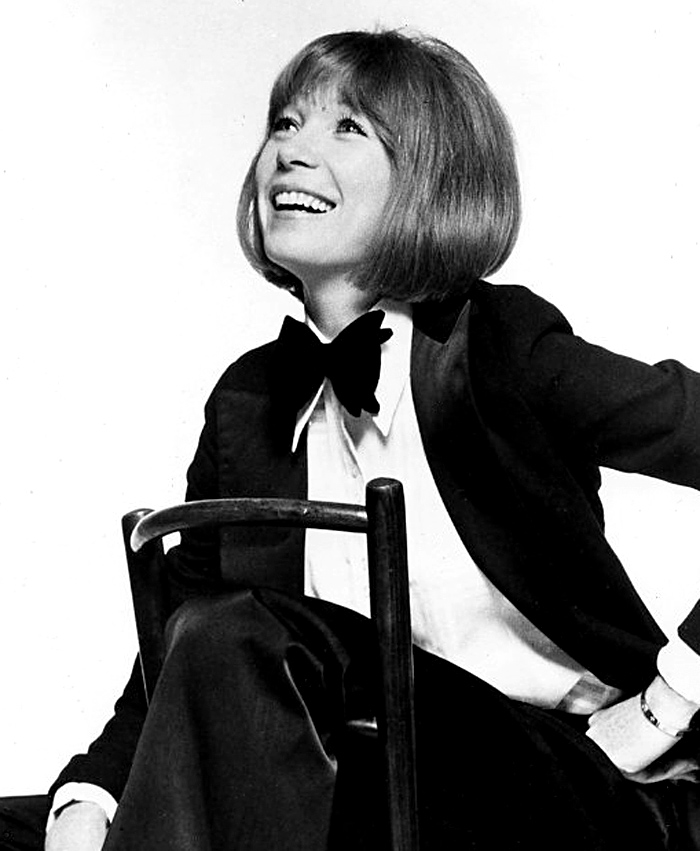
Shirley MacLaine - 1976.

À partir de 1973, Blackwell participe à seize voyages diplomatiques en Chine, dont un voyage avec l'actrice Shirley MacLaine en 1973 pour tourner le documentaire The Other Half of the Sky: A China Memoir dont elle est réalisatrice,,. Dans le cadre de son engagement en faveur de meilleures relations entre les États-Unis et la Chine, Blackwell est pendant six ans présidente de l'US–China Peoples Friendship Association (en), une association visant à promouvoir les échanges culturels entre les États-Unis et la Chine.
En 1979, Blackwell est nommée membre de la U.S. National Commission pour l'Année Internationale de l'Enfant (en).

#### Maire de Mayersville
Elle est élue maire de Mayersville, dans le Mississippi, en 1976 et occupe ce poste jusqu'en 2001, ce qui fait d'elle la première femme afro-américaine maire du Mississippi,,. En tant que maire, elle supervise la construction de plusieurs ensembles de logements sociaux, la première fois que des logements fédéraux sont construits dans le comté d'Issaquena,. Blackwell obtient des subventions fédérales qui permettent à Mayersville de bénéficier de la protection de la police et des pompiers, d'un réseau d'eau public, de rues pavées, de logements pour les personnes âgées et handicapées et d'autres infrastructures. Elle se fait connaître au niveau national en voyageant à travers le pays pour promouvoir la construction de logements pour les personnes à faible revenu.

#### Parti démocrate
Elle est également membre du Comité national démocrate et coprésidente du Parti démocrate du Mississippi (en). Le Parti démocrate du Mississippi envoie Blackwell et soixante-sept autres délégués à la Convention nationale démocrate de 1964 dans le New Jersey,. Leurs voix à la convention contribuent à l'adoption de la Civil Rights Act de 1964, loi sur les droits civiques et de la Voting Rights Act de 1965, loi sur les droits de vote.

#### Autres engagements
En 1979, le président Jimmy Carter l'invite à un sommet sur l'énergie à Camp David.
À la fin de 1982, Blackwell s'inscrit à l'Université du Massachusetts à Amherst et obtient un diplôme de Urban planning education (en). Bien que Blackwell n'ait pas fréquenté l'école secondaire, le National Rural Fellows Program l'aide à être admise à l'université du Massachusetts en lui accordant une bourse et en lui accordant des crédits en fonction de son militantisme et de son expérience de la vie.
Dans le cadre de ses efforts de développement communautaire, elle participe à la fondation de Mississippi Action for Community Education (MACE), une organisation de développement communautaire à Greenville, Mississippi.
De 1990 à 1992, Blackwell est présidente de la National Conference of Black Mayors (en),. En 1991, elle cofonde la Black Women Mayors' Conference en tant que corollaire de la National Conference of Black Mayors et en est la première présidente.
En 1992, elle reçoit la Bourse MacArthur de 350 000 dollars pour son rôle dans la création du lotissement Deer River et d'autres solutions créatives aux problèmes de logement et d'infrastructure dans son état,,.
Blackwell se présente aux élections législatives de 1993, mais elle est battue par Bennie Thompson lors des primaires.
Elle est conseillère de six présidents américains : Lyndon B. Johnson, Richard Nixon, Gerald Ford, Jimmy Carter, Ronald Reagan et Bill Clinton.

### Santé et mort
En janvier 2008, Blackwell disparaît de son hôtel à Atlanta alors qu'elle assiste aux cérémonies de commémoration de Martin Luther King Jr. Plus tard, elle est retrouvée à l'Aéroport international Hartsfield-Jackson d'Atlanta,. Par la suite, elle est diagnostiquée avoir les premiers stades de la démence. En 2014, Blackwell vit dans une maison de retraite sur la côte du golfe du Mississippi.
Blackwell meurt à l'hôpital d'Ocean Springs, dans le Mississippi, le 13 mai 2019, des suites d'affections cardiaques et pulmonaires et de complications de la démence, comme l'a rapporté son fils Jeremiah Blackwell Jr. Ses survivants comprennent son fils, Jeremiah Jr, deux petits-enfants, deux petits-enfants par alliance, et huit arrière-petits-enfants par alliance.
Blackwell, avec l'aide de JoAnne Prichard Morris, a écrit une autobiographie, Barefootin' : Life Lessons from the Road to Freedom, qui couvre sa vie, le travail de métayer qu'elle et ses parents ont connu, son élection au poste de maire de Mayersville, qui l'a fait passer de la "pauvreté au pouvoir", et ses actions dans le cadre du mouvement pour les droits civiques. Il a été publié en 2006.

## Distinctions et prix
- Nommé membre de l'Institut de politique de la John F. Kennedy School of Government de l'université de Harvard
- Obtient une maîtrise de l'université du Massachusetts en 1983 dans le cadre du programme National Rural Fellows
- Obtient la bourse de la fondation MacArthur en 1992
- Reçoit un doctorat honorifique en droit de l'université du Massachusetts en 1995[7]
- L'université du Massachusetts reconnaît les capacités et la philosophie de vie de M. Blackwell : "éduquer en faisant et en étant"[7]
- Reçoit le prix For My People Award, décerné par l'université d'État de Jackson[40]

### Hommage
- Blackwell figure dans Standing on My Sisters' Shoulders (en), un film sur les expériences des femmes à l'origine du mouvement des droits civiques dans le Mississippi[41]